# (22095) 2000 AY204
2000 أي واي 204 (ويعرف أيضًا باسم (22095) 2000 أي واي 204 وفق تسمية الكوكب الصغير) (بالإنجليزية: 2000 AY204)‏ هو كويكب ضمن حزام الكويكبات؛ وترتيبه 22095 من حيث الاكتشاف.
اكتُشف هذا الجُرم الفلكي بواسطة بحث لنكولن عن الكويكبات القريبة من الأرض في 11 يناير 2000.

## وصلات خارجية
- (22095) 2000 AY204 في قاعدة بيانات مختبر الدفع النفاث لأجرام النظام الشمسي الصغيرة

- الاكتشاف · مخطط المدار ·  العناصر المدارية · المعلمات المادية

- (22095) 2000 AY204 على موقع ويكي سكاي: DSS2, SDSS, GALEX, IRAS, Hydrogen α, X-Ray, Astrophoto, Sky Map, Articles and images